# Ожидание «Голиафа»
«Ожидание „Голиафа“» (англ. Goliath Awaits) — американский телефильм. Также встречается под названием «„Голиаф“ ждёт». Мировая премьера — 11 ноября 1981 года.
Теглайн — «40 years ago it sank, now… Goliath Awaits».

## Сюжет
В 1939 году немецкая подлодка потопила британский лайнер «Голиаф» (силуэтно напоминающий «Куин Мэри», на котором был снят) . Сорок два года он пролежал на морском дне, пока в 1981 году к нему не отправилась исследовательская экспедиция. К немалому удивлению учёных и военных, они обнаружили на «Голиафе» большое количество выживших. В замкнутом мире корабля они построили своё сообщество. Спасательный отряд натолкнулся на нежелание некоторых пассажиров возвращаться в мир.

## В ролях
- Марк Хэрмон — Питер Кэбот
- Кристофер Ли — Джон МакКензи
- Эдди Альберт — адмирал Уайли Слоан
- Джон Кэррадайн — Рональд Бентли
- Алекс Корд — доктор Сэм Марлоу
- Роберт Форстер — коммодор Джеф Селкирк
- Фрэнк Горшин — Дэн Вескер
- Джин Марш — доктор Голдман
- Джон Макинтайр — сенатор Оливер Бартоломью
- Жанетт Нолан — миссис Бартоломью
- Дункан Регер — Пол Рикер
- Эмма Сэммс — Леа МакКензи
- Алан Фьюдж — Лью Баскомб
- Лори Летин — Мария
- Джон Ратценбергер — Билл Суинни
- Джули Беннетт — Сильвия Кинг
- Джон Бервик — член команды
- Кирк Камерон — Лиам
- Колин Дрэйк — старик
- Том Данстэн — агроработник
- Майкл Эванс — Эрик Уиттакер
- Брюс Хейли — техник
- Хедли Маттингли — Бейли
- Белинда Мэйн — Салли Крейн
- Уорик Симс — Люк Крейн
- Кристина Нигра — Бет
- Сэнди Симпсон — Мур
- Питер Фон Цернек — Хофман
- Майкл Уайт — офицер PC18
- Лоуренс Бенедикт — юный Бейли
- Джон Брэндон — старший механик
- Алан Кайу — капитан «Голиафа»
- Лоуренс Хэддон — капитан Volero
- Ирен Херви — Кэрри
- Кип Нивен — Гантман
- Питер Стадер — Эд Линдер
- Лэрд Стюарт — Пол
- Майкл М. Вендрел — Робби Коул
- Том Виллетт — танцор / Ламбет Уолк

Также снимались Джордж Иннес и Ларри Ливайн.

## Съёмочная группа
- Режиссёр — Кевин Коннор
- Продюсеры — Хью Бенсон, Ларри Уайт (исполнительный продюсер), Ричард М. Блюэл (сопродюсер), Пэт Филдер (ассоциированный продюсер)
- Сценаристы — Ричард М. Блюэл, Пэт Филдер и Хью Бенсон
- Оператор — Аль Френсис
- Композитор — Джордж Данинг
- Художники — Росс Белла (постановщик), Грэйди Хант (по костюмам), Одри А. Блэсдел (по декорациям) и Дэвид Хоровиц (по декорациям)
- Монтажёры — Дональд Дуглас и Дж. Терри Уильямс